# 直伝 和の極意
『直伝 和の極意』（じきでん わのごくい）は、NHK教育テレビジョンで、2010年4月1日から2012年3月27日まで放送された教養番組である。テーマは3か月ごとに変わる。

## 放送リスト
1. 2010年4月1日 - 5月27日：古地図で巡る龍馬の旅＜全9回＞（出演者：石原良純、磯田道史）
2. 2010年6月3日 - 7月29日：とっておきの宿坊を楽しむ！＜全9回＞（出演者：勝村政信、吉田さらさ）
3. 2010年8月5日 - 9月30日：茶の湯　裏千家　暮らしにお茶の楽しみを＜全9回＞（出演者：倉斗宗覚、植村健士、望月豊、中川緑他）
4. 2010年10月7日 - 12月23日：新　養生訓　千変万化！大豆を尽くす＜全12回＞（出演者：パパイヤ鈴木、帯津良一、検見崎聡美）
5. 2011年1月6日 - 3月24日：体感・実感！にっぽんの名城＜全12回＞（出演者：美甘子、千田嘉博、中村淳平）
6. 2011年3月29日 - 5月31日：彩りの和菓子　春紀行＜全10回＞（出演者：安田美沙子、後藤加寿子）
7. 2011年6月7日 - 7月26日：あっぱれ！江戸のテクノロジー＜全8回＞（出演者：山口達也、鈴木一義）
8. 2011年8月2日 - 8月23日：茶の湯　武者小路千家　朝茶～涼しい時間を有効に＜全4回＞（出演者：千宗守、中川緑）
9. 2011年8月30日 - 10月25日：これであなたも着物美人＜全9回＞（出演者：島谷ひとみ、安田多賀子、吉田浩）
10. 2011年11月1日 - 12月27日：彫刻家・藪内佐斗司流　仏像拝観手引＜全9回＞（出演者：篠原ともえ、籔内佐斗司、桃森すもも、河野多紀）
11. 2012年1月10日 - 2月28日　華麗　優雅　にっぽんの色を染める　＜全9回＞（出演者：羽田美智子、吉岡幸雄、吉田浩）
12. 2012年3月6日 - 3月27日　茶の湯　藪内家　春と出会う茶の湯＜全4回＞（出演者：藪内紹由、矢部経子、一橋忠之）